# Граццини, Реджинальдо
Реджинальдо Граццини (итал. Reginaldo Grazzini; 15 октября 1848, Флоренция — 6 октября 1906, Венеция) — итальянский композитор и музыкальный педагог.
Окончил Флорентийскую консерваторию, ученик Теодуло Мабеллини. Работал во Флоренции как оперный дирижёр, в 1881—1882 гг. возглавлял оперный оркестр и музыкальную школу в Реджо-нель-Эмилия. Затем перебрался в Венецию, где занял должность профессора музыкальной теории (затем — контрапункта и фуги) в Музыкальном лицее имени Марчелло; оставался на этом посту до конца жизни, а в 1883—1892 гг. был также директором лицея. Среди его учеников, в частности, Энрике Освальд и Энрико Тозелли.
Автор Библейской кантаты (1875), мессы для хора и оркестра (1882), другой церковной музыки, увертюры к трагедии Алессандро Мандзони «Адельки», Торжественного марша для Национальной художественной выставки (Венеция, 1887), симфоний, фортепианных пьес.